# Gonzalo Escalante
Gonzalo Escalante (ur. 27 marca 1993 w Bella Vista) – argentyński piłkarz występujący na pozycji pomocnika w Cádiz CF.